# Periodo de recuperación
El periodo de recuperación, periodo de retorno o periodo medio de maduración (también denominado en inglés, payback period), es uno de los llamados métodos de selección estáticos. Se trata de una técnica que tienen las empresas para evaluar un determinado proyecto sobre la base de cuánto tiempo se tardará en recuperar la inversión inicial mediante los flujos de caja; es decir, el número de días que normalmente los elementos de circulante completen una vuelta o ciclo de explotación. 
Existen diversos subperiodos que forman el periodo medio de maduración. Si consideramos una empresa de tipo industrial, podemos descomponer el periodo medio de maduración en 5 subperiodos:
- Periodo medio de aprovisionamiento: representa el número de días que generalmente la primera materia se encuentra en el almacén a la espera de ser utilizada. Se representa por PMa
- Periodo medio de fabricación: es el número de días que normalmente se emplea para fabricar los productos. Se representa por PMf
- Periodo medio de venta: es el número de días que normalmente se utiliza para vender los productos una vez fabricados. Se representa por PMv
- Periodo medio de cobro: es el número de días que generalmente se utiliza para cobrar las facturas al cliente. Se representa por PMc
- Periodo medio de pago: es el número de días en los que habitualmente tarda en pagar el cliente. Se representa por PMp

Esta herramienta resulta muy útil cuando se quiere realizar una inversión de elevada incertidumbre y de esta forma tenemos una idea del tiempo que tendrá que pasar para recuperar el dinero que se ha invertido.
Sin embargo, el pay-back (plazo de recuperación), como los demás métodos de selección estáticos, no tiene en cuenta ni el valor actual de los flujos de caja futuros ni el flujo de caja de los últimos periodos. Por eso, si bien el análisis es más sencillo, no es tan completo como uno realizado con un método de selección dinámico.
Si en una inversión se asignan inicialmente una cantidad de 400 euros de los que se desea obtener rentabilidad, esta cifra se coloca bajo signo negativo al principio de un segmento que representa gráficamente el desarrollo de la inversión, que en este caso dura 6 años. Este segmento debe ser dividido en tantas partes como flujos netos de caja soporte la inversión durante los periodos en los que a la empresa se le vaya devolviendo dinero. Es decir, si en esta inversión en concreto se nos devuelve anualmente 100 euros, los colocamos con signo positivo encima de cada flujo neto de caja. En total, durante la inversión hay 6 flujos netos de caja. El pay-back es de 4 años, es decir, en 4 años se devuelve lo invertido al principio, 400 euros. Las ganancias que se obtienen con la inversión, 200 euros, no son tenidas en cuenta por el pay-back. Para este cálculo hay una fórmula que es la siguiente:
Pay-back= Desembolso inicial/FNCj (flujo neto de caja del año j). 
La fórmula solo es válida si el FNC es el mismo para cada año.
Tiene inconvenientes:
- a) No tiene en cuenta el momento en el cual se generan los FNC anteriores al periodo de recuperación.
- b) No tiene en cuenta los FNC posteriores al periodo de recuperación.
- c) No tiene en cuenta la diferencia de poder adquisitivo a lo largo del tiempo (inflación).

La forma de calcularlo es mediante la suma acumulada de los flujos de caja, hasta que ésta iguale a la inversión inicial.

## Ejemplo
Elegir un proyecto sobre la base del criterio de valoración del plazo de recuperación:
|            | C0     | C1  | C2  | C3    | C4    | Período de recuperación (años) | VAN al 10% |
| ---------- | ------ | --- | --- | ----- | ----- | ------------------------------ | ---------- |
| Proyecto A | -1.000 | 500 | 500 | 0     | 0     | 2                              | -120,21    |
| Proyecto B | -1.000 | 0   | 500 | 1.000 | 0     | 2,5                            | 149,58     |
| Proyecto C | -1.000 | 0   | 0   | 0     | 4.000 | 3,25                           | 1.574,49   |

El proyecto que antes recupera la inversión inicial es el Proyecto A, por tanto, sobre la base del criterio del plazo de recuperación sería este el proyecto seleccionado. No obstante, si hubiéramos usado el VAN nuestra elección hubiera sido diferente (hubiésemos elegido el Proyecto C). Esto sucede por las consideraciones que hacemos en el siguiente apartado.

## Aspectos a tener en cuenta en el uso del criterio del plazo de recuperación
Cuando usemos este criterio para valorar una inversión debemos ser conscientes de que éste puede llevarnos a elegir proyectos que no siempre son los más rentables. Fundamentalmente por dos motivos:
- Este criterio no considera los flujos de caja que se generan una vez recuperada la inversión, es decir, usando este criterio podría darse el caso, como en el ejemplo anterior, en el que seleccionáramos un determinado proyecto porque su periodo de recuperación fuera inferior al de otro, pudiendo suceder que a posterioridad, una vez recuperada la inversión, el proyecto rechazado fuera más rentable.

- Otro inconveniente a tener en cuenta de este criterio valoración es que no se actualizan los flujos de caja, es decir, no se tiene en cuenta el valor temporal del dinero sumando aritmeticamente los flujos de caja sin emplear ninguna tasa de descuento, lo cual no es correcto.